# Hermann Mensch
Hermann Mensch (* 22. Mai 1831 in Angerburg, Masuren; † Februar 1914) war ein deutscher Gymnasiallehrer und Freimaurer.

## Leben
Hermann Mensch besuchte von 1846 bis 1848 das Königliche Gymnasium Lyck. Von 1848 bis 1852 studierte er Philologie und Geschichte an der Albertus-Universität Königsberg. Mit Julius Frenzel wurde er im Wintersemester 1848/49 Mitglied des Corps Masovia. Nach drei Jahren als Hilfslehrer in Insterburg ging er 1855 für wissenschaftliche Studien nach Paris. Er bestand 1857 das Examen pro facultate docendi und wurde zum Dr. phil. promoviert.
1858 wurde er Subrektor an der Realschule in Lübben (Spreewald). Verheiratet mit Fanny Stantien († 1874), wurde er dort Vater von Ella Mensch, die 1886 als eine der ersten Frauen promovierte und Schriftstellerin wurde. Hermann Mensch wurde 1861 Oberlehrer an der höheren Bürgerschule in Neustadt-Eberswalde. 1866 kam er als Rektor der höheren Knabenschule und der mit ihr verbundenen Mädchenschule nach Gollnow bei Stettin. Ostern 1874 berief ihn das Pädagogium Putbus. Im Jahr darauf wurde er als 43-jähriger Witwer Dirigent der Höheren Töchterschule im oberschlesischen Kattowitz. Vermutlich seiner in Hessen lebenden Tochter wegen wechselte er (wohl Ende der 1880er Jahre) nach Darmstadt und von dort an die Realschule zu Gießen. Er arbeitete als Redakteur in Wiesbaden.
Schon seit 1854  Freimaurer, wurde er Mitstifter und Ehrenmeister der Freimaurerloge Barnim zur Goldenen Aue in Gollnow, Ehrenmitglied der Großen National-Mutterloge „Zu den drei Weltkugeln“ und Ehrenmeister der Loge Friedrich Wilhelm zu den drei Hämmern in Eberswalde.

## Werke
Neben Schulbüchern verfasste Mensch vor allem Sammlungen von Reden und Trinksprüchen sowie Werke zur Freimaurerei. Er publizierte auch unter den Pseudonymen H. Normann, H. Nordheim und Wilhelm Arndt.
- Remarques sur le pléonasma de la langue française. Lübben 1859
- English vocabulary, a practical guide to English conversation, together with a large collection of idiomatical phrases. Englishes Vokabularium für den Schul- und Privatgebrauch. L. Oehnigke’s Verlag, Berlin 1867
- Elementarkursus der Englischen Sprache. Die Formenlehre, Lese und Sprachschule. Oehmigke’s Verlag (Fr. Appelius), Berlin 1868
- Hilfsbuch für den evangelischen Religionsunterricht in oberen Klassen höherer Lehranstalten. Boettcher, Berlin 1868
- Neues Englisches Lesebuch mit Schreibübungen für mittlere Classen. Kupferberg, Mainz 1871
- Stufenmässige Anleitung zu Sprech- und Schreibübungen in der Englischen Sprache. Verlag von F. Henschel, Berlin 1872
- als Herausgeber: Freimaurerische Reden und Toaste. Band I, Siwinna, Kattowitz 1876, 3. vermehrte Auflage, Kattowitz 1879; Band II, 2. Auflage, Kattowitz 1883
- als Herausgeber: Polymele eine Sammlung von Übersetzungen deutscher Dichtungen ins englische, französische und lateinische. Thiele, Berlin [1876]
- mit M. Steinmann: Bilder aus der deutschen Geschichte für untere und mittlere Klassen höherer Lehranstalten. G. Siwinna, Kattowitz O.-S. [1877], 3 Teile, 1: Bilder aus deutschen Götter- und Heldensage. 2: Bilder aus mittleren Geschichte. 3: Von der Reformation bis zur Gegenwart (Digitalisat)
- Grundriß der Geschichte der französischen National-Litteratur. Für höhere Lehranstalten, insbesondere höhere Mädchenschulen und Lehrerinnen-Seminarien, sowie zum Selbststudium. Werther, Rostock 1879
- Vademecum für Freimaurer. 2. Auflage, Sirrima, Kattowicz [1879]
- Griechische Litteraturbilder. Brandstetter, Leipzig 1879
- Römische Litteraturbilder. Brandstetter, Leipzig 1879
- Klassische Dichterwerke aus allen Litteraturen . Levy und Müller, Stuttgart 1880
- Französische Musteraufsätze. Zur Uebung des Stils für obere Klassen höherer Lehranstalten. 2. Auflage, Simion, Berlin 1881
- Neue Materialien zu Deutschen Stilübungen für die obern Klassen höherer Lehranstalten und für pädagogische Seminarien. Kattowitz o/S., 1881, später: Phoenix, Breslau [u. a.] [1909], 2 Teile: 1: Für obere Klassen; 2: Für mittl. Klassen
- Der Pantheismus in der poetischen Litteratur der Deutschen im 18. u. 19. Jahrhundert. [W. Keller], [Gießen] [1883]
- Menschheits- und Dichterideale. Eine litterarischer Essay. Gießen, [1885]
- Perlen der Weltliteratur. Aesthetisch-kritische Erläuterung klassischer Dichterwerke aller Nationen. 8 Teile, Levy & Müller, Stuttgart [1885]
- Reden, Ansprachen und Sprüche bei patriotischen, Vereins- und Familienfestlichkeiten. G. Siwinna, Kattowitz, O.-Schl. [1886]
- mit M. Steinmann: Deutsche Geschichte. Von der Urzeit bis zur Gegenwart. G. Siwinna, Kattowitz O.-S. [1886]
- Reden und Trinksprüche bei der Feier das Geburtstages Sr. Maj. des Kaisers Wilhelm I. 4. Auflage, G. Siwinna, Kattowitz, O.-Schl. [1887]
- als Herausgeber: Characters of English literature. For the use of schools. 2. Auflage, O. Schulze, Coethen 1887
- Reden und Trinksprüche bei der Feier des Geburtstages Sr. Maj. des Kaisers Wilhelm II. nebst Gedächtnis-Reden auf die Kaiser Wilhelm I. und Friedrich III. G. Siwinna, Kattowitz O.-Schl. [1889]
- Die Sedan-Feier. Eine Sammlung von Festreden und Ansprachen. 5. vermehrte Auflage, G. Siwinna, Kattowitz O.-S. [1892]
- Politisches Konversations-Lexikon. Ein praktisches Hand- und Nachschlagebuch. Levy & Müller, Stuttgart [1892]; Nachdruck: Olms, Hildesheim und New York 1979, ISBN 3-487-06854-0
- Logen-Reden. Bausteine zum Tempel der Humanität. Reden und Ansprachen gehalten in Freimaurer-Logen von Br. Wilhelm Arndt. Heuser, Neuwied-Berlin-Leipzig 1900; 2. Auflage, F. Wunder, Berlin 1906; 3. Auflage, Wunder, Berlin [1914]
- Vademecum für Zeitungsleser. Eine Erklärung der in Zeitungen vorkommenden Fremdwörter und Ausdrücke im Verkehrsleben. Jänecke, Hannover 1902
- Freimaurerische Belehrung in Frage und Antwort. Heuser, Neuwied Berlin und Leipzig 1903-04, 4 Teile: 1: Unterricht für Lehrlinge. 1903; 2: Unterricht für Gesellen. 1904; 3: Unterricht für Meister. 1904; 4: Geschichtliche Belehrung für Freimaurer aller Grade. 1904
- Phönix-Kalender für Schüler und Schülerinnen. Führer durch das Schülerleben. C. Siwinna, Leipzig-Kattowicz [1905]
- Festliche Stunden im Leben des Maurers. Gebete, Ansprachen, Tischreden und Trinksprüche für Freimaurer-Logen von Br. Wilhelm Arndt. F. Wunder, Berlin 1906, 2. Auflage, F. Wunder, Berlin [1925]
- Die Freimaurerei in England und Amerika (= Bücherei für Freimaurer, Band 2). Wunder, Berlin [1907]